# Six (álbum de Soft Machine)
Six es el sexto álbum de estudio de la banda inglesa de jazz rock y rock progresivo Soft Machine.
Es el primero con el vientista y tecladista Karl Jenkins, de Nucleus. Así, la formación mantiene un balance entre el Soft Machine "clásico" (Mike Ratledge de la formación original y Hugh Hopper desde Volume Two, 1969) y Nucleus, con Jenkins y John Marshall en batería.
Sin embargo Hopper no estaba conforme con Jenkins como compositor, por lo que dejó el grupo poco después del lanzamiento de Six. Su despedida en Soft Machine fue "1983", un adelanto de su experimental debut en solitario 1984. Casi todos los músicos que entraron a la banda después vendrían de Nucleus, empezando por el bajista Roy Babbington, en reemplazo de Hopper.
Six fue premiado como el mejor álbum británico de jazz del año, según la revista Melody Maker.

## Lista de canciones

### Disco 1: en vivo
1. "Fanfare" (Karl Jenkins) – 0:42
2. "All White" (Mike Ratledge) – 4:46
3. "Between" (Jenkins / Ratledge) – 2:24
4. "Riff I" (Jenkins) – 4:36
5. "37½" (Ratledge) – 6:51
6. "Gesolreut" (Ratledge) – 6:17
7. "E.P.V." (Jenkins) – 2:47
8. "Lefty" (Soft Machine) – 4:56
9. "Stumble" (Jenkins) – 1:42
10. "5 From 13 (for Phil Seamen with Love & Thanks)" (John Marshall) – 5:15
11. "Riff II" (Jenkins) – 1:20

### Disco 2: en estudio
1. "The Soft Weed Factor" (Jenkins) – 11:18
2. "Stanley Stamp's Gibbon Album (for B.O.)" (Ratledge) – 5:58
3. "Chloe and the Pirates" (Ratledge) – 9:30
4. "1983" (Hugh Hopper) – 7:54

## Personal
- Hugh Hopper – bajo, efectos de sonido en "1983"
- Karl Jenkins – saxofón barítono y soprano, oboe, pianos eléctricos Fender Rhodes y Pianet Hohner, piano acústico y celesta
- John Marshall – batería
- Mike Ratledge – órgano Lowrey, piano eléctrico Fender Rhodes, piano acústico y celesta